# Ellikon an der Thur
Ellikon an der Thur é uma comuna da Suíça, no Cantão Zurique, com cerca de 780 habitantes. Estende-se por uma área de 4,92 km², de densidade populacional de 159 hab/km². Confina com as seguintes comunas: Altikon, Bertschikon, Frauenfeld (TG), Gachnang (TG), Rickenbach, Uesslingen-Buch (TG), Wiesendangen.
A língua oficial nesta comuna é o Alemão.